# St-Nicolas (La Chapelle-en-Vexin)

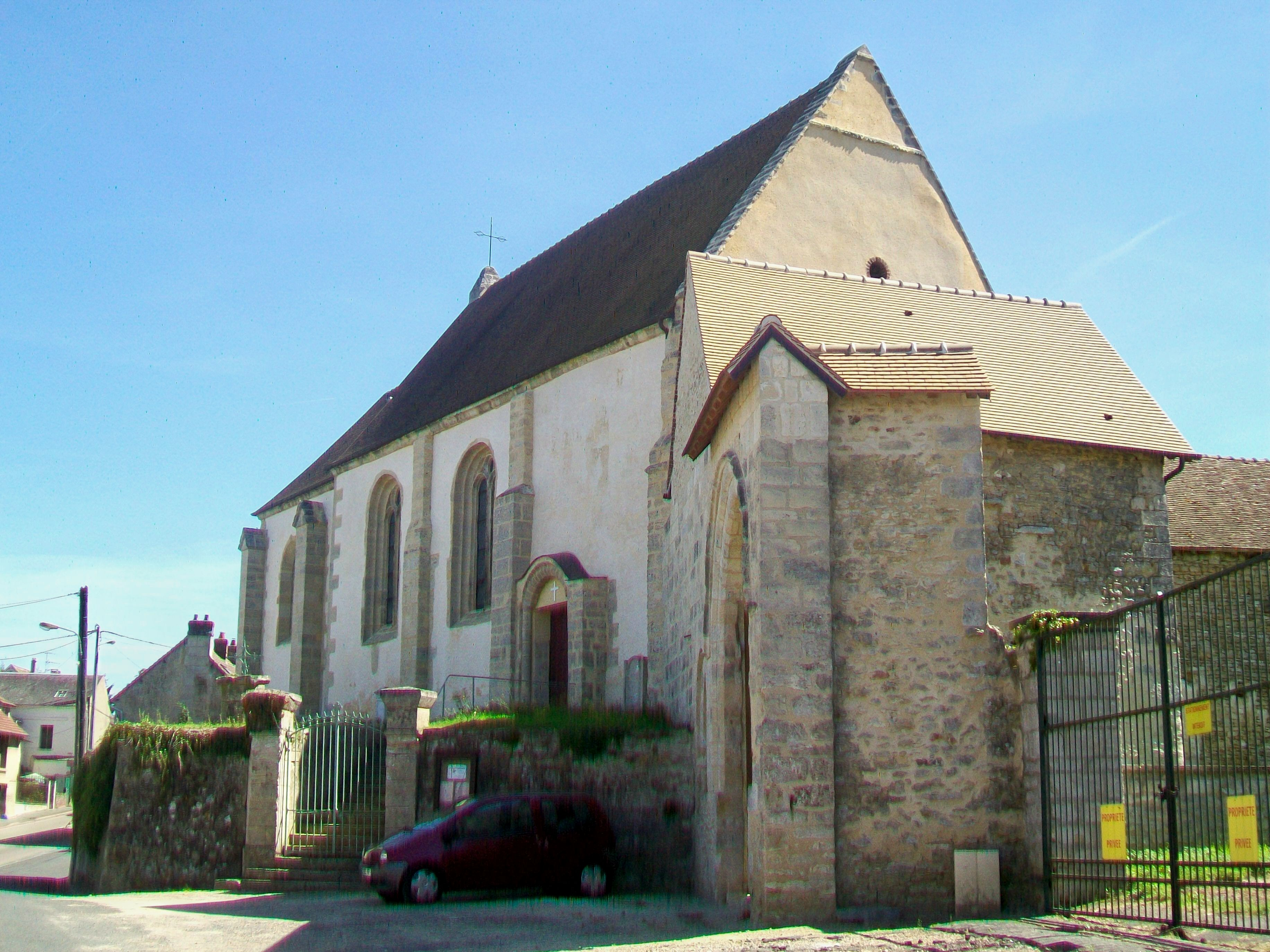
Kirche Saint-Nicolas in La Chapelle-en-Vexin

Die römisch-katholische Kirche St-Nicolas in La Chapelle-en-Vexin, einer französischen Gemeinde im Département Val-d’Oise in der Region Île-de-France, wurde im 12./13. Jahrhundert errichtet. Das Bauwerk steht seit 1997 als Monument historique auf der Liste der Baudenkmäler in Frankreich.

## Geschichte
Im Jahr 1066 bauten die Mönche der Abtei Saint-Évroult im Ort eine erste Kapelle. Das in der Kapelle ausgestellte Marienbildnis wurde Ziel vieler Pilger, die durch ihre Spenden den Bau der heutigen Kirchen ermöglichten. Die zwischen 1194 und 1230 errichtete Kirche wurde zur Pfarrkirche erhoben und zur Betreuung der Wallfahrer wurde neben der Kirche ein Prioratsgebäude errichtet, das ebenfalls erhalten ist.
Die Kirche mit einem dreijochigen Langhaus wurde im 15./16. Jahrhundert umgebaut. Der fensterlose Chor mit geradem Schluss stammt aus dem 15. Jahrhundert. Er wird von einem Kreuzrippengewölbe gedeckt. Der rechteckige Glockenturm ohne Schmuck hat einen wehrhaften Charakter.